# Ofensiva do lago Naroch
A Ofensiva do Lago Naroch, em 1916, foi uma ofensiva russa frustrada ao longo da Frente Leste, na I Guerra Mundial. Ela foi lançada a pedido do Marechal Joseph Joffre , e destinada a aliviar a pressão Alemã sobre as forças francesas. Devido à falta de reconhecimento,  o apoio da artilharia russa não conseguiu superar e neutralizar as bem-fortificadas defesas alemãs e suas posições de artilharia, levando a um custoso e improdutivo ataque direto, agravado pelo mau tempo. Em 30 de Março o General Evert ordenou o fim da ofensiva.

## Plano de fundo
Sob os termos do Acordo de Chantilly, de dezembro de 1915, Rússia, França, Grã-Bretanha e Itália se comprometeram a fazer ataques simultâneos contra os poderes centrais, no verão de 1916. A rússia sentiu a necessidade de emprestar tropas para lutar na França e Salônica (contra sua própria vontade), e atacar no Front Leste, com a esperança de obter munições da grã-Bretanha e França.
A ofensiva do Lago Naroch foi lançada a pedido da França, na esperança de que os Alemães mandariam mais unidades para o Leste, depois de seu ataque em Verdun. Nicolau II aderiu ao pedido francês, escolhendo a região do Lago Narach no que é hoje a República da Bielorrússia , uma vez que lá o Exército Imperial Russo possuía uma significativa superioridade numérica sobre as forças alemãs , sob o comando do General Eichhorn.

## Comparação das forças
O Segundo Exército russo era constituído de 16 infantarias e de 4 divisões de cavalria, 253 batalhões, 133 esquadrões, e tinham 887 peças de artilharia, enquanto o exército alemão possuía 9 infantarias e 3 divisões de cavalaria, 89 batalhões, 72 esquadrões e 720 armas de vários calibres.

## Batalha
O bombardeio inicial da artilharia Russa foi bastante longo (durou dois dias), mas impreciso, deixando a maior parte da artilharia alemã intacta, e as tropas russas, que cometeu o erro de atravessar a terra de ninguém em grupos, ao invés de espalhados, eram alvos fáceis para as metralhadoras Alemãs. Os atacantes ganharam 10 quilômetros, mas não infligiram danos graves para o exército alemão — que eram bem organizados e fortalecidos, apesar da superioridade numérica dos Russos sobre seus adversários.
O território adquirido pelos Russos foi perdido para o subseqüente contra-ataque alemão. Um ataque secundário montado perto de Riga, em 21 de Março, não teve melhor sorte.

## Resultados
Toda a operação acabou por ser um fracasso total, pois diminuiu a moral dos Russos sem fornecer qualquer ajuda para o exército francês, e tornou-se um brilhante exemplo do uso de um conhecido método de guerra da I Guerra Mundial, as ondas de ataque humanas. Enormes massas de pessoas foram continuamente enviadas para a batalha, uma atrás da outra, para o mesmo lugar do front inimigo. Eventualmente, o ataque sobre as posições alemãs foram trazidos a uma parada porque, como o General Evert anotou em suas ordens emitidas em 30 de Março, não tinha conduzido a "resultados decisivos" e "o início do clima quente e chuvoso" tinha transformado boa parte da área em pântanos.

## Literatura
- Holstein, Günther. Nacht sou Narocz [Noite no Lago Narach] texto musicado por Siegfried, de Wagner, para tenor e piano, em 1919.
- Keegan, J. (2001). Der erste Weltkrieg. Eine europäische Tragödie [A Primeira Guerra Mundial. Uma Tragédia Europeia]. (em alemão) Rowohlt-Taschenbuch-Verlag, Reinbek bei Hamburg, ISBN 3-499-61194-5
- Podorozhniy N. E. (1938). Narochskaya operatsiya v marte, em 1916 g. na russkom fronte mirovoy voyni [O Naroch Ofensiva em Março de 1916, na Frente russa da segunda Guerra Mundial] (em russo) Moscou: Voenizdat. 1938
- Pedra, N. (1998). A Frente Oriental 1914-1917. A Penguin Books Ltd., Londres, ISBN 0-14-026725-5
- Zabecki, D. T., editor (2014). Alemanha em Guerra: 400 Anos de História Militar. ABC-CLIO, ISBN 978-1-59884-980-6
- Zentner, C. (2000). Der erste Weltkrieg. Randy, Fakten, Que. Moewig, em Rastatt 2000, ISBN 3-8118-1652-7